# Castanha da Padrela
A Castanha da Padrela DOP é um produto de origem portuguesa com Denominação de Origem Protegida pela União Europeia (UE) desde 21 de junho de 1996.

## Agrupamento gestor
O agrupamento gestor da denominação de origem protegida "Castanha da Padrela" é a Associação Regional dos Agricultores das Terras de Montenegro.